# Prisdiskriminering
Prisdiskriminering är en prisdifferentiering som inte är motiverad av kostnads- eller prestationsskäl.
Genom att ta olika betalt av olika konsumenter kan producenten maximera vinsten av varje konsument i förhållande till varje individuell konsuments unika reservationspris på varan. Exempel på detta är ungdoms- och pensionärsrabatter. 